# پایان تاریکی
پایان تاریکی فیلمی به کارگردانی و نویسندگی حسن شیروانی ساختهٔ سال ۱۳۴۹ است.

## خلاصه داستان
نوجوانی درمی‌یابد که بچه‌ای سر راهی بوده‌است...

## بازیگران
- اکبر مشکین
- اختر شیروانی
- حمید طاهری
- فیروزه بهشتی
- هوشنگ بهشتی
- محسن خضری